# Операция «Тангстен»
Операция «Тангстен» (англ. tungsten — вольфрам) — атака палубной авиации военно-морского флота Великобритании на немецкий линкор «Тирпиц», осуществлённая 3 апреля 1944 года в ходе Второй мировой войны. Основной целью операции было уничтожение или вывод из строя линкора, находившегося на базе в Норвегии, прежде чем он вновь войдёт в строй после ремонта.
Британское командование опасалось, что отремонтированный линкор вновь будет угрожать стратегически важным арктическим конвоям, доставлявшим грузы в Советский Союз. Уничтожение линкора позволило бы высвободить несколько тяжёлых боевых кораблей, дислоцировавшихся в Северном море для противодействия «Тирпицу». 30 марта 1944 года, после четырёх месяцев подготовки к операции, британский флот метрополии направился к берегам Норвегии. 3 апреля самолёты с пяти авианосцев нанесли удар по «Тирпицу». Британские лётчики встретили серьёзное сопротивление немцев. Пятнадцать авиабомб поразили линкор, пулемётный огонь истребителей нанёс тяжёлые потери орудийным расчётам. Потери британцев составили четыре самолёта, девять лётчиков погибли.
Ущерб, причинённый «Тирпицу», оказался недостаточным для того, чтобы уничтожить корабль или надолго вывести его из строя, однако 122 немецких моряка были убиты, 316 — ранены. Германия решила отремонтировать корабль, работы были завершены к середине июля. С апреля по август 1944 года Великобритания провела несколько новых налётов палубной авиации, из которых ни один не увенчался успехом. Только в конце 1944 года «Тирпиц» был потоплен тяжёлыми бомбардировщиками королевских ВВС.

## Предшествующие события

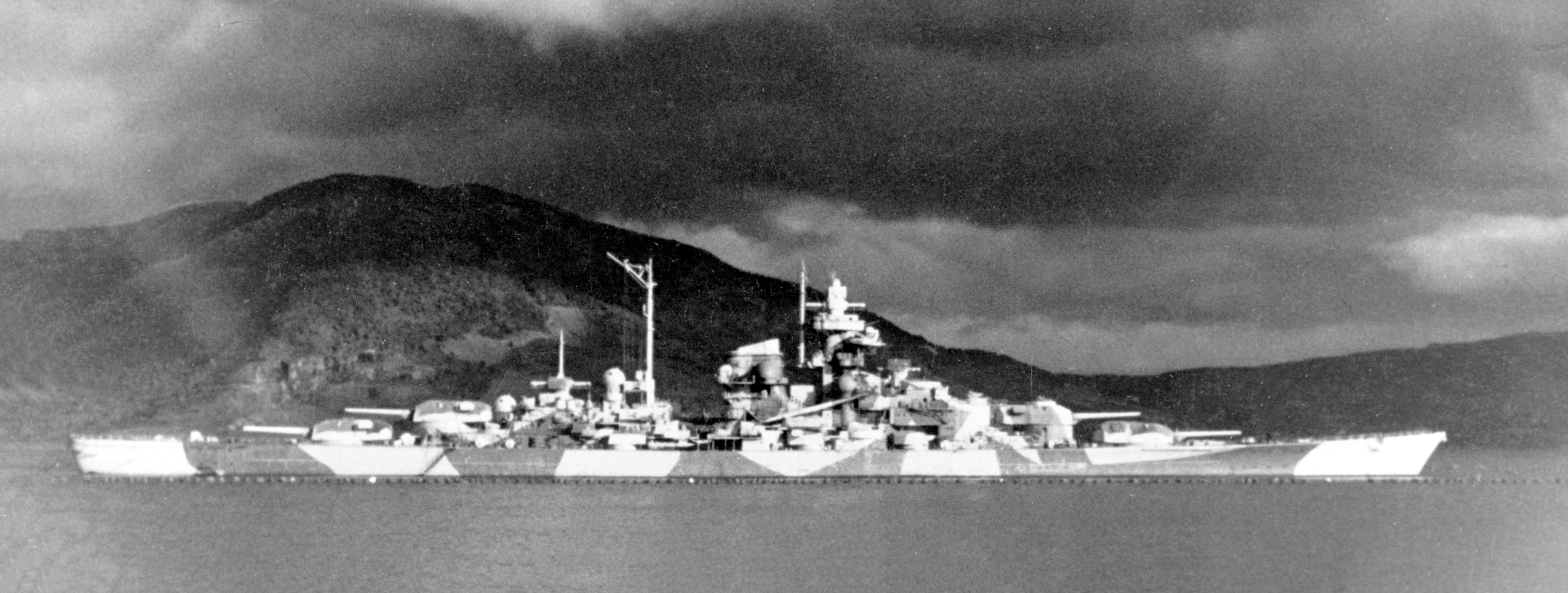
«Тирпиц» у берегов Норвегии

Угроза «Тирпица» оказала сильное влияние на военно-морскую стратегию Великобритании во время Второй мировой войны. Немецкое командование отправило «Тирпиц» в норвежские воды для сдерживания вторжения войск антигитлеровской коалиции в Норвегию, а также атак на арктические конвои в СССР. Эти конвои осуществляли доставку значительного количества военного оборудования и различных материалов из портов в Великобритании и Исландии и часто подвергались нападению немецких военно-воздушных и военно-морских сил, расположенных в Норвегии. «Тирпиц» прибыл в Норвегию в январе 1942 года и стал базироваться в одном из фьордов. Пока линкор находился в боеспособном состоянии, союзники вынуждены были держать в этом районе несколько мощных военных кораблей для защиты от возможной атаки на конвои в Советский Союз. В июле 1942 года угроза использования «Тирпица» вынудила распустить конвой PQ-17, в результате чего он понес крупные потери. В ходе этой операции против конвоя «Тирпиц» был атакован советской подводной лодкой К-21, но выпущенные ей торпеды не достигли цели.
Британия несколько раз пыталась уничтожить «Тирпиц» в течение 1942 и 1943 годов. Когда 6 марта 1942 года линкор вышел на перехват конвоя PQ-12 со стратегическими грузами и военной техникой из США, Канады и Великобритании, авианосец типа «Илластриес» королевского флота Великобритании «HMS Victorious», который составлял часть эскорта конвоя, попытался атаковать его с помощью торпедоносцев. Самолёты выпустили двадцать торпед, но ни одна не достигла цели. Несколько раз в 1942 и 1943 годах бомбардировщики королевских военно-воздушных сил Великобритании и военно-воздушные силы СССР пытались атаковать «Тирпиц», но безуспешно. 23 сентября 1943 года двум английским подводным лодкам типа X удалось преодолеть оборону линкора во время стоянки и разместить взрывчатку под ним. Это нападение нанесло значительный ущерб «Тирпицу», лишив его боеспособности на шесть месяцев.
Ремонт «Тирпица» был проведён на месте, так как транспортировка повреждённого корабля в Германию считалась слишком рискованным мероприятием. Вместо этого необходимое для ремонта оборудование и рабочие были присланы из Германии. В ночь на 11 февраля 1944 года 15 советских самолётов атаковали линкор, но не смогли нанести ущерб. К 17 марта восстановление вооружения, машинного отсека и корпуса было завершено, однако осталось несколько сложных второстепенных задач. В то время пока «Тирпиц» был на ремонте, 26 декабря силами британского флота во время битвы у мыса Нордкап был потоплен единственный оставшийся действующий немецкий линкор «Шарнхорст». После этой победы ВМФ Великобритании смогли передислоцировать линкоры, задействованные до этого для прикрытия северных морских конвоев. На этом этапе войны у союзников также было много противолодочных и зенитных эскортных кораблей, которые можно было использовать для защиты арктических конвоев. Немецким подводным лодкам в Норвежском море редко удавалось уйти от кораблей сопровождения, в то время как конвойные суда редко получали значительный ущерб от подобных атак.
Британское правительство и флот снова вернулись к проблеме «Тирпица» после того, как он вновь вступил в строй. Разведка отслеживала ход работ на линкоре, используя перехваты немецких радиопередач, фотографии с разведывательных полётов, а также доклады агентов в Норвегии. Снова возникли опасения, что линкор будет атаковать морские конвои в Норвежском море или Атлантическом океане. Необходимость учитывать эту потенциальную угрозу отвлекла часть военных кораблей, необходимых для поддержки запланированной Нормандской операции. В результате, в конце 1943 года было принято решение продолжить попытки потопить линкор.
В действительности, несмотря на опасения союзников, «Тирпиц» представлял лишь ограниченную опасность. С конца 1943 года линкор не мог выйти в море для тренировки экипажа в связи с угрозой атаки британского флота и дефицитом топлива. Это также означало, что немцы были не в состоянии перемещать линкор между укреплениями в Норвегии, чтобы усложнить его обнаружение и уничтожение.

## Подготовка к операции

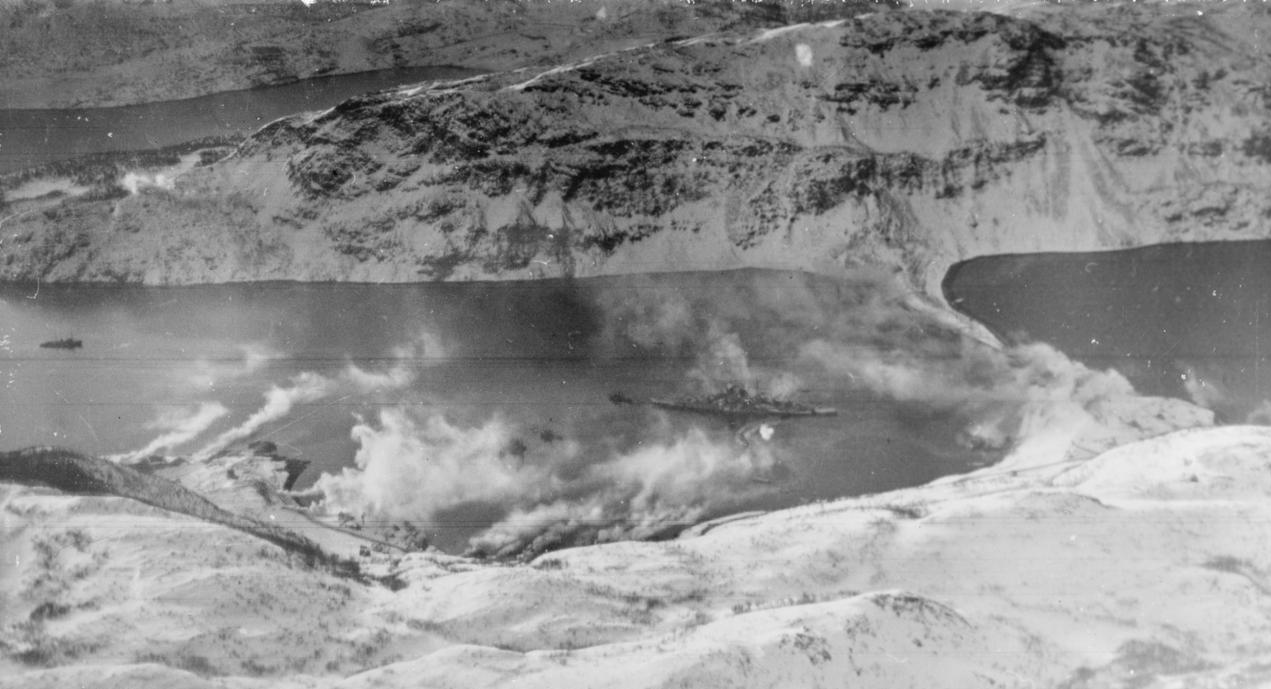
Фотография «Тирпица» в заливе Кофьорден, сделанная британской воздушной разведкой

Выбор способов атаки «Тирпица» был небогат. Повторная атака минисубмаринами была признана невозможной, поскольку из перехваченных радиопередач и донесений агентов следовало, что немцы значительно усилили противолодочную и противодиверсионную оборону линкора. Также было усилено воздушное патрулирование района. Глава бомбардировочного командования королевских ВВС маршал Артур Харрис отказался произвести налёт тяжёлыми бомбардировщиками, поскольку Кофьорден был вне эффективного радиуса действия, а ПВО линкора могла нанести самолётам тяжёлые потери. После того как эти два варианта отпали, задача была возложена на авианосцы флота метрополии. К этому времени флот располагал двумя тяжёлыми авианосцами «HMS Furious» и «HMS Victorious», а также четырьмя эскортными авианосцами.
Планирование операции началось в декабре 1943 года. Командующий британским флотом метрополии вице-адмирал Брюс Фрэзер не был уверен в успехе и адмиралу Эндрю Каннингему пришлось убедить его в обратном. Фрэзер назначил ответственным за планирование и проведение рейда своего заместителя вице-адмирала Генри Мура. Операцию назвали «Трастфул» (англ. «Thrustful»), однако позднее переименовали в «Тангстен» (англ. «Tungsten»). По плану, «Тирпиц» должен был быть атакован в середине марта 1944 года, незадолго до предполагаемого срока завершения ремонта линкора. Однако дату пришлось перенести на две недели из-за задержки, связанной с установкой на «HMS Victorious» новых радаров. Кроме того, в феврале рассматривался вопрос об отмене операции, поскольку «HMS Victorious» был необходим в Индийском океане для действий против Японии. В качестве временной замены ВМС США временно передали восточному британскому флоту авианосец «USS Saratoga» и тем самым высвободили «HMS Victorious» для действий в Северном море.
Основной план рейда включал две волны пикирующих бомбардировщиков Fairey Barracuda воздушных сил флота Великобритании. Каждая волна состояла из 21 пикирующего бомбардировщика и 40 истребителей сопровождения. Палубные истребители Chance Vought F4U Corsair с авианосца «HMS Victorious» должны были обеспечить защиту от немецких самолётов, в то время как истребители-бомбардировщики Grumman F4F Wildcat и истребители Grumman F6F Hellcat с авианосца «HMS Furious» и эскортных авианосцев «HMS Emperor», «HMS Pursuer» и «HMS Searcher» должны были подавить зенитные батареи на берегу и на самом линкоре. Помимо этого, самолёты с авианосца «HMS Furious» и эскортного авианосца «HMS Fencer» должны были обеспечить противовоздушную и противолодочную оборону британских кораблей. Предыдущие бомбардировки не смогли пробить толстую палубную броню линкора, поэтому было решено использовать новые 730-килограммовые бронебойные авиабомбы, которые должны были пробить хотя бы первый слой брони «Тирпица» при сбрасывании с высоты 1100 метров и выше. Ущерб, причинённый такими бомбами, должен был вывести корабль из строя. Кроме того, девять «барракуд» оснастили 1600-фунтовыми бомбами, а ещё 22 машины несли по три 500-фунтовых полубронебойных бомбы, способных поразить легкобронированные верхние палубы при сбросе с высоты 2000 футов (610 м). Оставшиеся десять «барракуд» вооружили 600-фунтовыми фугасными бомбами, а также глубинными бомбами, предназначенными для поражения экипажа и подводных конструкций при взрыве их в воде вблизи корпуса корабля. Фугасные авиабомбы должны были быть сброшены на «Тирпиц» первыми, поскольку ожидалось, что они смогут вывести из строя часть орудий ПВО, после чего последует основная атака.

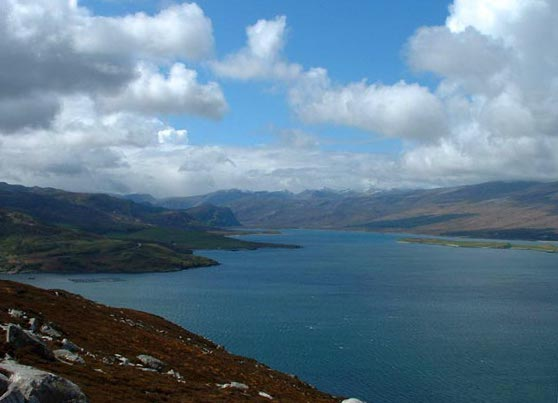
Залив Эрибол в северной Шотландии, где проходили учения британских пилотов перед операцией

В феврале 1944 года подразделения, выбранные для участия в операции, приступили к интенсивным тренировкам. Большинство лётчиков не имели необходимого опыта. По оценке командира «HMS Victorious», 85 % его лётного состава ранее не участвовали в морских операциях. Местом проведения тренировочных вылетов был выбран залив Эрибол на севере Шотландии, как и Кофьорден окружённый крутыми холмами. Самолёты взлетали с базы морской авиации RNAS Hatston на Оркнейских островах и в полёте отрабатывали тактику маневрирования и уклонения от зенитных орудий. Королевский флот использовал данные разведки об обороне Кофьордена, чтобы сделать тренировки максимально похожими на предстоящие боевые действия, лётчики были хорошо информированы о расположении немецких позиций. На острове в центре залива была создана площадка размером с линкор, служившая мишенью для сброса бомб.

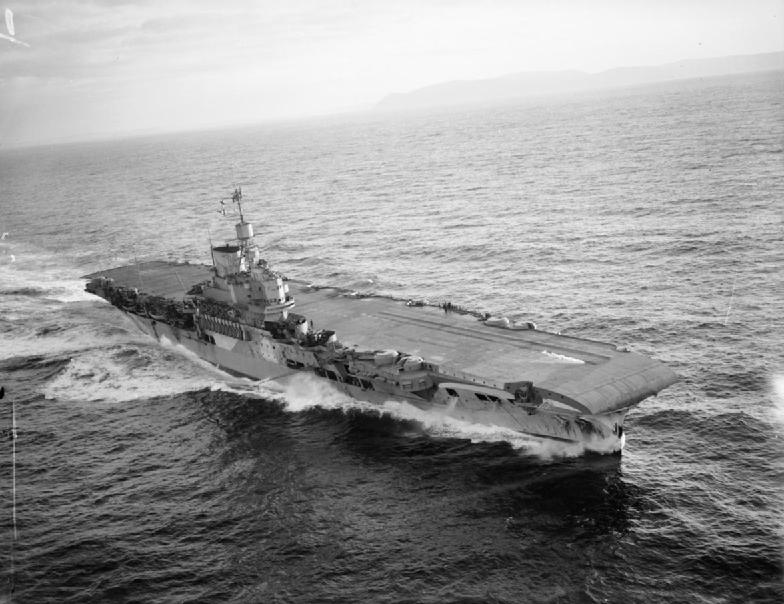
Авианосец «HMS Victorious»

В период подготовки операции союзники продолжили наблюдение за «Тирпицем». В конце февраля эскортный авианосец «HMS Chaser» доставил в советскую Ваенгу фотоаналитиков и наземный персонал специального подразделения королевских военно-воздушных сил Великобритании. Помимо людей, в Ваенгу прибыли три фоторазведчика Supermarine Spitfire и морской патрульный бомбардировщик Consolidated PBY Catalina. 12 и 13 марта «спитфайеры» несколько раз облетели Кофьорден и сделали подробные фотографии «Тирпица» и близлежащих зенитных батарей, которые затем были доставлены в Великобританию. Немцы зафиксировали полёты «спитфайеров», но не предприняли мер по усилению обороны района или приведению его защиты в состояние повышенной боевой готовности. 16 марта восемь британских, голландских и норвежских подводных лодок заняли позиции у побережья Норвегии после радиоперехвата немецкого сообщения, из которого следовало, что «Тирпиц» готовится выйти из Кофьордена, чтобы завершить ремонт в Германии. Ещё восемь британских и голландских подводных лодок были направлены 18 марта. Однако через два дня стало ясно, что «Тирпиц» никуда не уходит и подводные лодки были отозваны. 21 марта британская разведка предупредила Адмиралтейство о том, что немцы решили перерезать поток поставок в Советский Союз и могут направить «Тирпиц» атаковать любой морской конвой, не сопровождаемый крупными боевыми кораблями. Фрэзер поручил обеспечить надёжную защиту следующего конвоя.
Окончательно решение о проведении операции было принято в середине марта на основе данных радиоперехвата, указывавших на то, что «Тирпиц» практически восстановлен и готов к бою. Из-за задержек операции выход в море ударного соединения совпал с отправлением конвоя JW 58, направлявшегося в СССР. Британское командование надеялось, что в случае обнаружения британских кораблей немцами, противник сочтёт их охранением конвоя. 28 марта на полигоне в заливе Эрибол в северной Шотландии была проведена последняя полномасштабная репетиция. С 1 апреля Адмиралтейство получало почасовые погодные отчёты от норвежской разведывательной службы в городе Алта, недалеко от Кофьордена.

## Силы противников

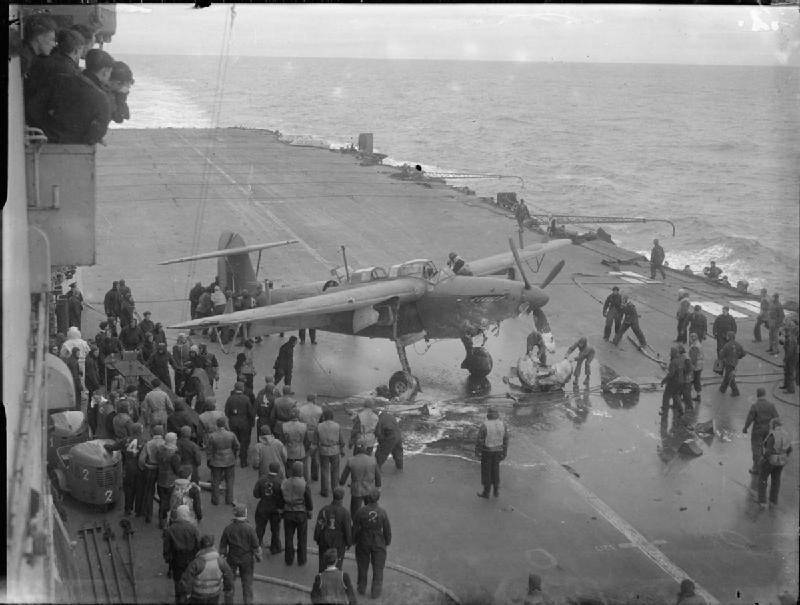
Бомбардировщик Fairey Barracuda на палубе авианосца «HMS Furious»

Королевский флот собрал значительные силы. Основной ударной силой являлись два крыла палубных торпедоносцев и пикирующих бомбардировщиков Fairey Barracuda: 8-е авиакрыло состояло из 827-й и 830-й эскадрильи морской авиации, 52-е авиакрыло — из 829-й и 831-й эскадрильи морской авиации. Обычно 8-е авиакрыло базировалось на авианосце «HMS Furious», а 52-е авиакрыло — на «HMS Victorious». Для обеспечения лучшего взаимодействия между экипажами и эскадрильями Генри Мур приказал разместить одну эскадрилью из каждого авиакрыла на другом авианосце.
Корабли, выделенные для операции, первоначально были поделены на две группы. Первой группой командовал лично вице-адмирал Брюс Фрэзер с линкора «HMS Duke of York». Также в эту группу входили авианосец «HMS Victorious», линкор «HMS Anson», лёгкий крейсер и пять эсминцев. Второй группой командовал контр-адмирал Артур Биссет. В состав второй группы входили авианосец «HMS Furious», четыре эскортных авианосца, пять эсминцев и два танкера. Планировалось, что первая группа будет сопровождать конвой, а вторая отправится непосредственно к месту встречи у берегов Норвегии. 3 апреля ко второй группе присоединится первая, а на следующий день будет осуществлена атака.
Якорную стоянку «Тирпица» в Кофьордене защищали зенитные батареи и немецкая истребительная авиация. Вблизи линкора были развёрнуты четыре батареи тяжёлых зенитных орудий и семь батарей малокалиберных пушек. Помимо них защиту от воздушных атак обеспечивали корабли ПВО и эсминцы, пришвартованные вблизи линкора. Собственную ПВО линкора обеспечивали 68 зенитных орудий. Вокруг места стоянки линкора было установлено оборудование для создания дымовой завесы, которая должна была скрыть «Тирпиц» во время налёта вражеских самолётов. Германские военно-воздушные силы, люфтваффе, насчитывали небольшое количество истребителей, дислоцированных на базах вблизи Кофьордена; их действия были сильно ограничены нехваткой топлива. Британская разведка, однако, полагала, что в случае чрезвычайной ситуации немцы смогут направить в этот район дополнительные истребители. Обычно немецкие самолёты совершали за день три разведывательных полёта над Северным Ледовитым океаном.

## Проведение операции

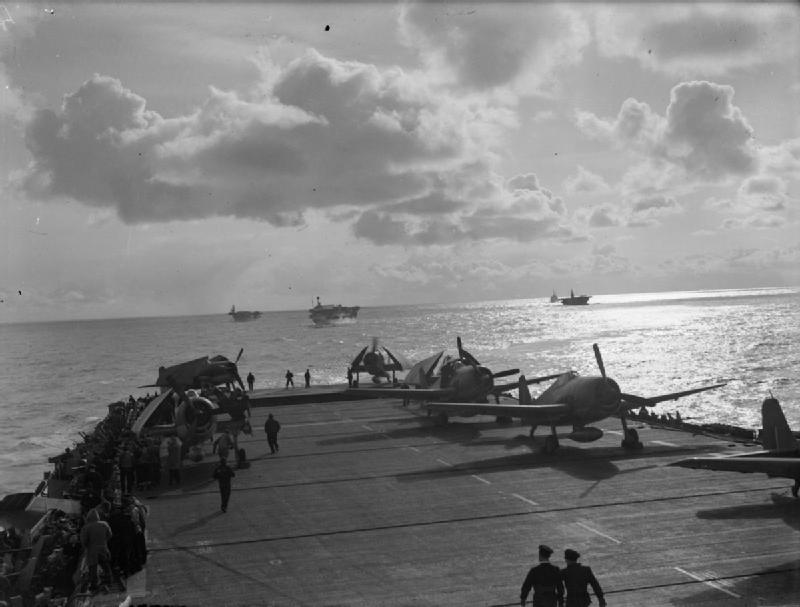
Истребитель Grumman F6F Hellcat на палубе эскортного авианосца «HMS Emperor»

30 марта 1944 года, через три дня после отправления конвоя JW 58, первая группа покинула базу флота метрополии в Скапа-Флоу (Оркнейские острова). Вторая группа выступила несколько позднее в тот же день. Конвой из 49 торговых кораблей охраняли 33 военных корабля, в том числе два эскортных авианосца. 30 марта конвой был обнаружен немецким разведывательным самолётом, после чего немцы направили на перехват конвоя все подводные лодки, находившиеся в Норвежском море. Немецкий разведчик не предпринял попыток найти основные силы охранения конвоя. С 1 по 3 апреля 17 подводных лодок безуспешно атаковали конвой. Ни одно из союзнических судов не было повреждено, в то время как корабли сопровождения уничтожили четыре подводные лодки и сбили шесть немецких самолётов. 6 апреля конвой вошёл в Кольский залив.

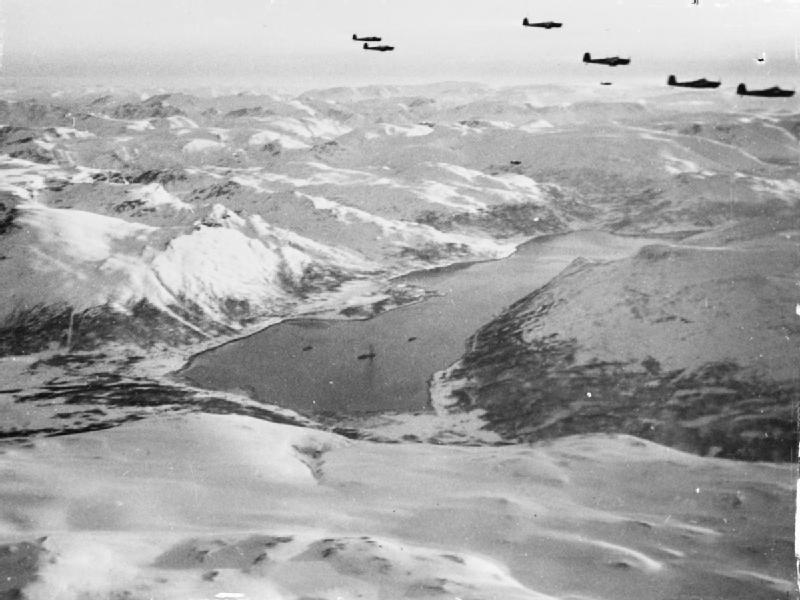
Эскадрилья «барракуд» в небе над фьордом

В результате сочетания благоприятных факторов, 1 апреля Фрэзер решил произвести нападение на сутки раньше. Расшифрованные радиоперехваты немецких сообщений показали, что проверка «Тирпица» была отложена до 3 апреля, и Фрэзер надеялся, что нападение в этот день позволит застать линкор вдали от его постоянного хорошо защищённого места швартовки. Кроме того, так как сопровождение конвоя успешно отражало все атаки, и не было никаких признаков того, что «Тирпиц» выйдет в открытое море, Фрэзер решил, что первой группе больше не нужно участвовать в сопровождении. Погодные условия также были необычно благоприятными для Норвежского моря в начале весны и хорошо подходили для воздушных операций. После того как решение о нападении было принято, танкеры и два эсминца отделились от второй группы и выдвинулись к точке в 480 километрах к северо-западу от Кофьордена, где и остались для поддержки эсминцев, у которых могло закончиться топливо. Остальная часть второй группы изменила курс и отправилась на соединение с первой, которое произошло вечером 2 апреля. После объединения «HMS Duke of York» с Фрэзером на борту и два эсминца отплыли на северо-запад и заняли позицию для перехвата «Тирпица», если бы тот попытался скрыться. Оставшаяся часть группы выдвинулась к точке начала операции.
Рано утром 3 апреля 1944 года британская авиация начала атаку на «Тирпиц». Все лётчики были разбужены вскоре после полуночи и приняли участие в заключительном инструктаже в 1:15. Самолёты, участвующие в нападении, в это время были загружены бомбами, на которых мелом были написаны сообщения для «Тирпица». Экипажи начали посадку в самолёты в 4 часа утра, вылеты начались спустя 15 минут. В это время корабли находились в 190 км от Кофьордена. Десять истребителей Chance Vought F4U Corsair первыми поднялись в небо, за ними последовали 21 бомбардировщик Fairey Barracuda; самолёты 827-й эскадрильи вылетели с «HMS Victorious», а 830-й с «HMS Furious». Семь «барракуд» были вооружены новыми улучшенными бомбами, остальные несли по несколько устаревших. После того как «барракуды» поднялись в воздух, был выпущен остальной эскорт истребителей — 30 Grumman F4F Wildcat и Grumman F6F Hellcat из 800-й, 881-й и 882-й военно-морских авиационных эскадрилий. Все самолёты первой волны были успешно отправлены по назначению, построение в воздухе было завершено в 4:37. Лётные условия остались идеальными, немцы не обнаружили наступление британских ВВС.
Первая волна направилась в сторону Норвегии на малой высоте (около 15 метров над уровнем моря), чтобы избежать обнаружения немецкими радарами. Самолёты начали набирать высоту, когда находились в 32 км от побережья, и достигли 2100 метров к моменту пересечения береговой линии в 5:08. Группа обошла с запада Алта-фьорд, прошла по западной оконечности Ланг-фьорда до поворота на юг, затем, сделав петлю, повернула на север и около 5:30 утра атаковала линкор из-за холмов на южном берегу Кофьордена.

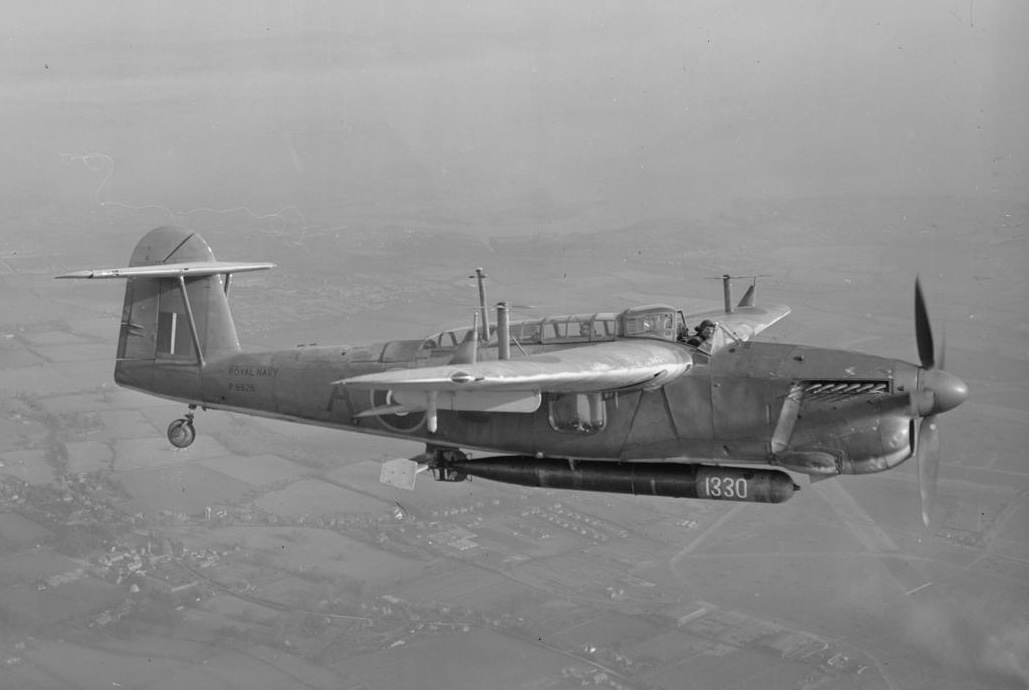
«Барракуда» с торпедой в полёте

Внезапная атака застала «Тирпиц» врасплох. Немецкие радиолокационные станции обнаружили атакующую группу вскоре после пересечения норвежской береговой линии, однако линкор не был немедленно оповещён об этом. На момент нападения «Тирпиц» готовился к отплытию, и весь экипаж был занят отшвартовкой судна. Пять эсминцев сопровождения уже успели отплыть к месту предстоящих испытаний линкора. Предупреждение поступило незадолго до того, как британские самолёты появились над Кофьорденом, поэтому, когда нападение началось, экипаж линкора только занимал боевые посты. Не все водонепроницаемые двери были закрыты, и не все необходимые для защиты посты были полностью укомплектованы.
Как и планировалось, операция началась с атаки на противовоздушную оборону «Тирпица» и зенитные батареи на берегу. Эти действия привели к тяжёлым потерям среди артиллеристов линкора, уничтожению главного центра управления зенитными орудиями и повреждению нескольких орудий. Истребители также обстреляли несколько зенитных кораблей. После этого к атаке присоединились «барракуды», сбросив менее чем за минуту на «Тирпиц» шесть бомб. Всего во время первой атаки десять бомб попали в линкор. Они не смогли пробить броню палубы корабля, так как были сброшены со слишком низкой высоты. Сотни членов экипажа линкора погибли или были ранены; его командир, капитан Ганс Майер, оказался среди раненых, поэтому командование принял другой офицер. Дрейфуя около западного берега залива, линкор сел на мель, но был быстро вызволен. Один из «барракуд» эскадрильи разбился после нападения, все три члена экипажа погибли. Остальные самолёты первой волны начали посадку на авианосцы в 6:19 утра.

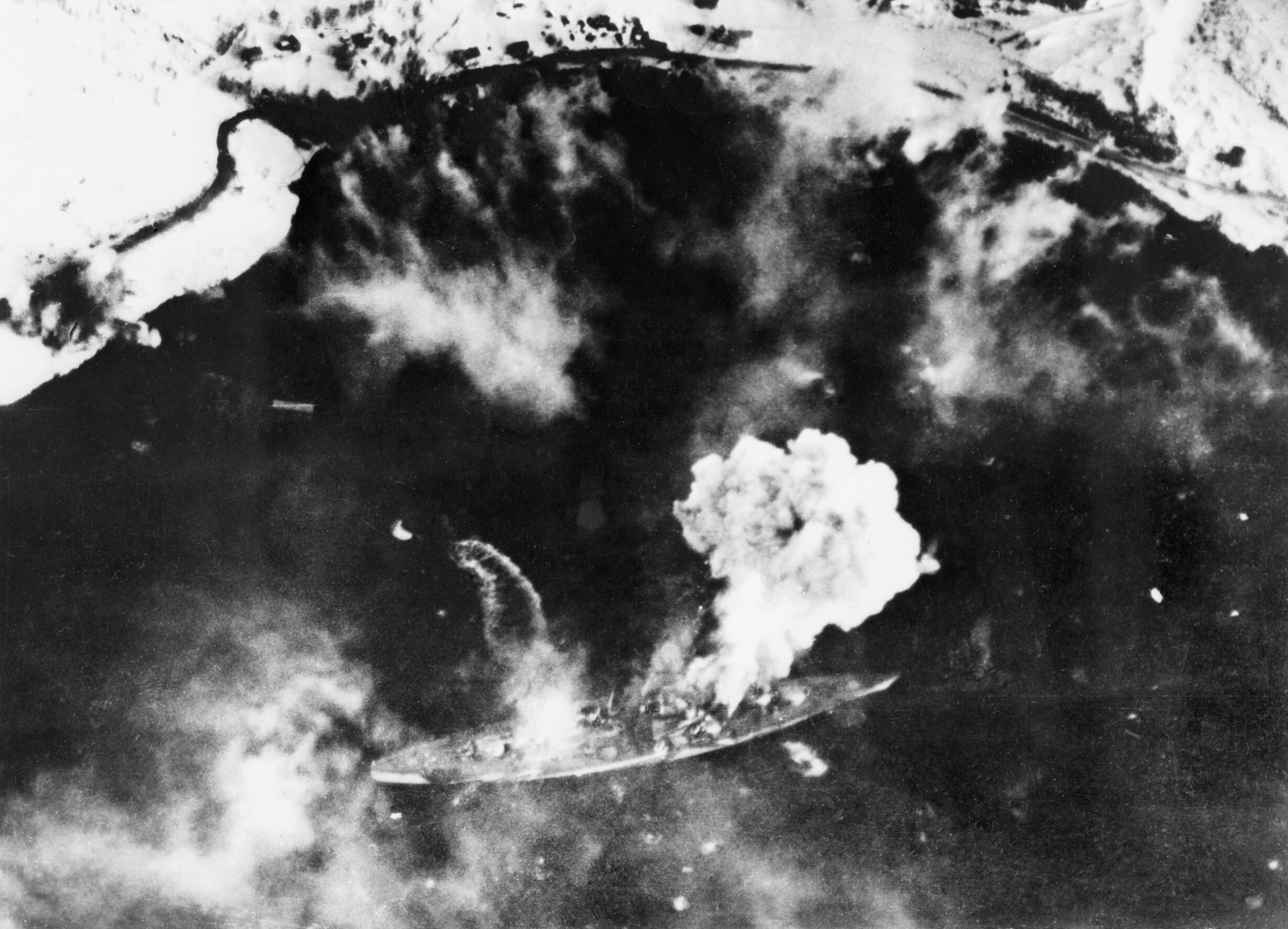
Бомбардировка «Тирпица»

Первые самолёты второй волны поднялись в воздух в 5:25 утра. Один из бомбардировщиков вскоре после взлета разбился, в результате чего погиб его экипаж из трёх человек. Один самолёт этой эскадрильи не был запущен из-за проблем с двигателем. Только два бомбардировщика этой волны были вооружены новыми бомбами. Как и в прошлый раз, 40 истребителей сопровождали торпедоносцы. Среди них было 10 «корсаров» из 1834-й и 1836-й эскадрилий, 20 «вилдкэтов» из 896-й и 898-й эскадрилий и 10 «хеллкэтов» из 804-й эскадрильи. Все самолёты были запущены к 5:37 утра. Хотя в этот раз немецкая оборона ожидала нападения, искусственной дымовой завесы не хватило, чтобы скрыть «Тирпиц».
Вторая атака на «Тирпиц» была похожа на первую. Истребители снова обстреляли зенитные батареи противника, а бомбардировщики атаковали линкор. Кроме того, истребители атаковали другие немецкие корабли в заливе, а также пункты радиосвязи и немецкие радары. «Барракуды» выполнили вторую бомбардировку в 6:36, в течение минуты было сброшено ещё 5 бомб, среди которых только одна была нового поколения. Дымовая завеса, созданная немецкой обороной, скрыла британские самолёты из виду. В результате, артиллеристам пришлось вести огонь вслепую — был сбит только один бомбардировщик, все три лётчика погибли. Вторая волна вернулась на авианосцы с 7:20 до 7:58 утра. Всего 2 истребителя были повреждены в ходе второго вылета, оба пилота выжили.
Во время воздушных ударов 25 истребителей из 801-й, 842-й и 880-й авиационных эскадрилий обеспечивали защиту флота метрополии от вражеских самолётов. Девять торпедоносцев, также из 842-й эскадрильи, обеспечивали защиту флота от подводных лодок.
Утром 3 апреля Мур рассматривал вопрос о проведении дальнейших налётов на следующий день. Предварительные оценки повреждений «Тирпица» по фотографиям, сделанным во время нападения, сообщали о значительном уроне линкору. Кроме того, Мур знал, что экипажи устали после утреннего боя. В итоге он приказал возвращаться на базу, куда флот и прибыл 6 апреля во второй половине дня. Король Георг VI и премьер-министр Уинстон Черчилль направили поздравительные послания флоту, в то же время Черчилль и Каннингем были обеспокоены, что «Тирпиц» снова может быть восстановлен. Каннингем выразил сожаление по поводу решения Мура не наносить повторный удар 4 апреля.

## Итоги атаки на «Тирпиц»

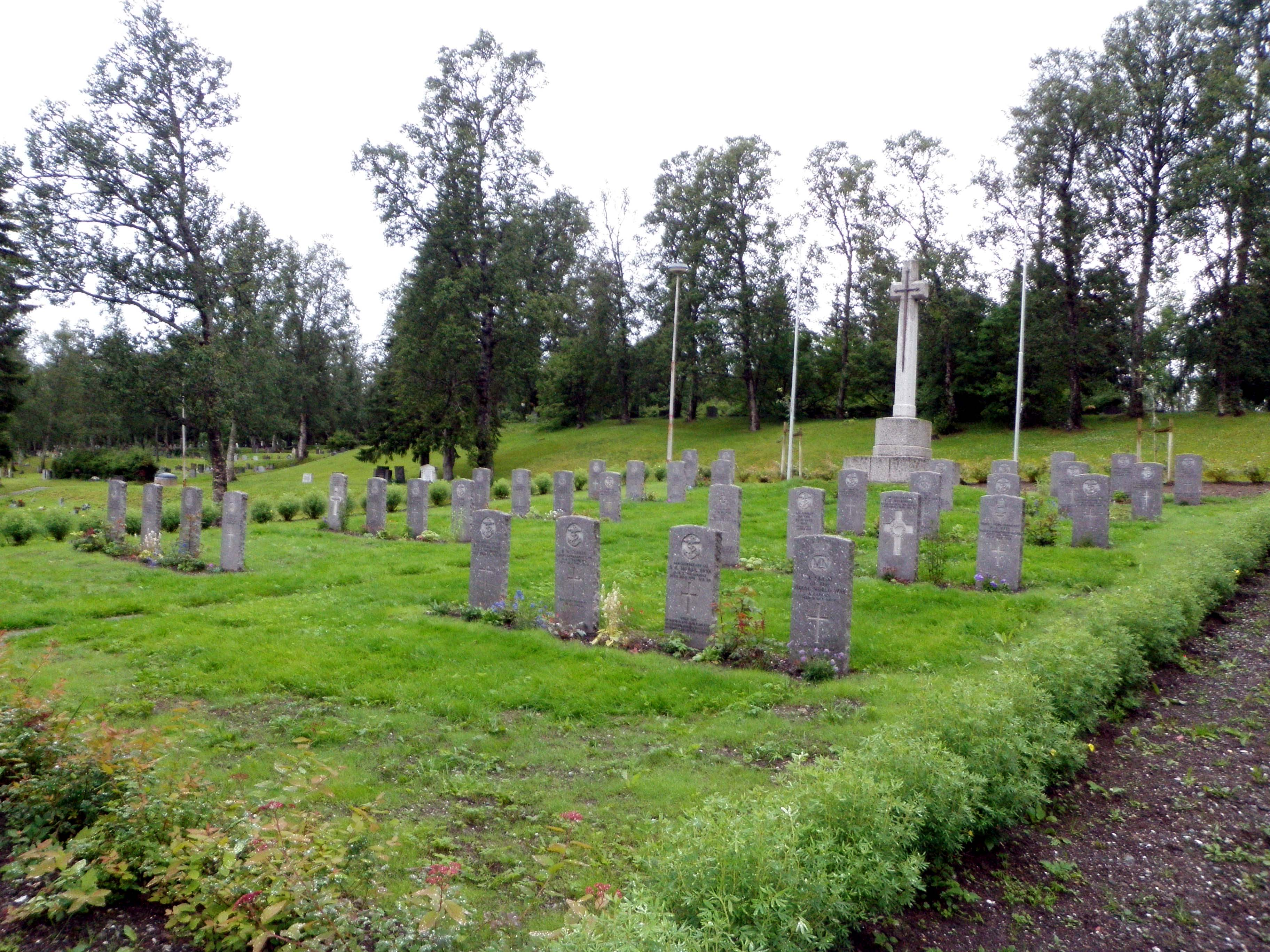
Могилы пяти из девяти лётчиков, погибших в ходе операции

Оба этапа бомбардировки «Тирпица» прошли по плану. Лётчики отметили, что расположение обороны и география места боевых действий были очень похожи на изученные во время тренировок, а в одном из докладов даже отмечалось, что операция стала «практически упражнением, которое экипаж не раз перед этим выполнял». Историк Стивен Роскилл, изучающий роль британского флота в годы Второй мировой войны, также считал, что удары были «хорошо скоординированы и бесстрашно выполнены». Наиболее значительным отклонением от плана было то, что многие пилоты сбросили бомбы ниже минимальной указанной высоты (910 м), чтобы увеличить свои шансы на поражение «Тирпица». Из-за этого бомбам не хватало скорости, чтобы пробить броню его палубы. Девять лётчиков погибли во время рейда.
Экипаж «Тирпица» понёс тяжёлые потери в этом бою, однако линкор не был сильно повреждён. 122 моряка погибли и 316 были ранены; потери составили 15 % экипажа линкора. Среди погибших было много зенитчиков, убитых пулемётным огнём британских истребителей. Две бомбы, взорвавшиеся в воде вблизи «Тирпица», пробили бреши в его корпусе и вызвали частичное затопление, и в то же время ни одна из 15 бомб, поразивших линкор, не смогла пробить броню главной палубы. В результате его вооружение главного калибра, снарядные погреба и машинное отделение практически не пострадали. Большинство повреждений пришлось на надстройки линкора и верхние бронированные слои палубы. Стартовая катапульта правого борта и кран были уничтожены, как и оба гидросамолёта Arado. Была разрушена 150-мм орудийная башня правого борта, а 150-мм орудие левого получило значительные повреждения. В дымоход также попал осколок одной из бомб, в результате чего были сильно повреждены котельные отделения. Несмотря на повреждения правой турбины и выход из строя двух паровых котлов, линкор всё ещё был способен перемещаться в заливе. Британские истребители также повредили четыре сторожевых катера и ремонтное судно; капитан военного траулера погиб, 13 моряков получили ранения. Турстейн Робю, офицер британской Секретной разведывательной службы в Алте, через несколько часов после рейда сообщил, что жертв среди гражданского населения нет и что местное население было чрезвычайно впечатлено проведённой операцией. В следующем докладе, через шесть дней после операции, он также сообщил, что, по расчётам немецкого командования, полное восстановление «Тирпица» займёт несколько месяцев.
Главнокомандующий военно-морским флотом нацистской Германии гросс-адмирал Карл Дёниц приказал устранить повреждения, нанесённые «Тирпицу» в ходе атаки. Несмотря на то что линкор не мог продолжать нападения на арктические конвои из-за отсутствия поддержки с воздуха, само его присутствие сковывало военно-морские ресурсы коалиции. К ремонтным работам приступили в начале мая, после того как эсминец доставил необходимое оборудование и рабочих из Германии. Уже 2 июня «Тирпиц» снова мог самостоятельно передвигаться. Полная боеспособность была восстановлена к концу июня, а окончательно все ремонтные работы были завершены в середине июля. Зенитное вооружение линкора было усилено: была установлена новая 20-мм пушка, 150-мм орудие модернизировано для атаки воздушных целей, загружены зенитные снаряды для основного 380-мм орудия корабля. Также изменениям подверглась оборона укреплений в заливе. Были созданы дополнительные радиолокационные станции и наблюдательные посты, а число генераторов дымовой завесы вокруг «Тирпица» значительно увеличено.

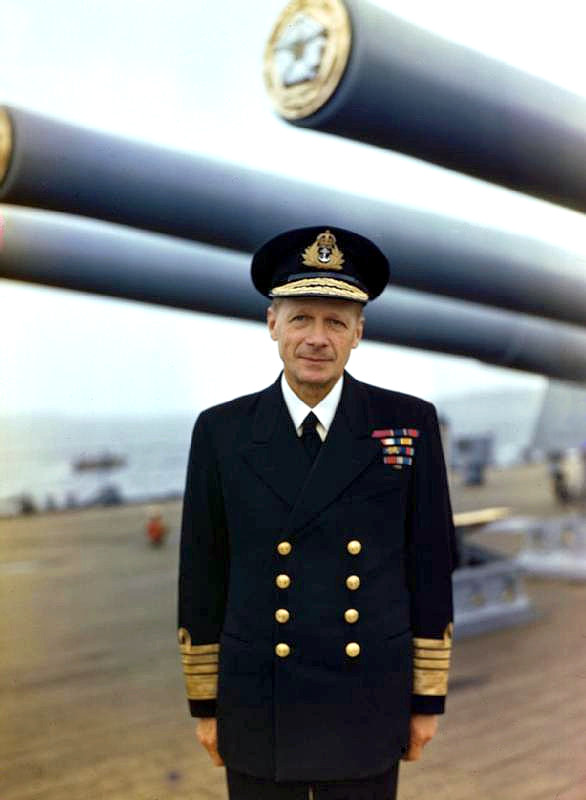
Адмирал Генри Мур

После завершения операции «Тангстен» британская разведка полагала, что восстановление «Тирпица» займёт около шести месяцев. 13 апреля Каннингем поручил Фрэзеру организовать ещё одну атаку на судно. Каннингем понимал, что «барракуды» не способны нести вооружение, способное потопить «Тирпиц», однако он надеялся, что повторные воздушные удары увеличат время ремонта линкора и ослабят боевой дух его экипажа. Фрэзер вначале был против повторной операции, ссылаясь на усиление обороны вокруг «Тирпица», а также не столь благоприятные погодные условия. В конце концов он уступил, и 21 апреля Генри Мур отплыл с базы в Скапа-Флоу. 24 апреля повторная атака была отменена из-за плохой погоды в области залива. Два других рейда, 15 и 28 мая, также были отменены из-за неблагоприятных погодных условий. Последующие попытки были предприняты в июле и августе, после того как разведка доложила, что ремонт «Тирпица» был практически завершён. 17 июля в ходе операции "Маскот" 42 «барракуды» в сопровождении 40 истребителей атаковали линкор, но из-за плотной дымовой завесы не смогли ни разу его поразить. С 22 по 29 августа было проведено ещё четыре рейда, причинивших только лёгкий ущерб.
В конце августа было решено прекратить дальнейшие атаки авиации флота, так как немцы успевали скрыть «Тирпиц» дымовой завесой до подлёта палубных бомбардировщиков, а их бомбы были недостаточно эффективными, чтобы причинить серьёзный ущерб. Так как уничтожение «Тирпица» всё ещё оставалось важной проблемой, задача была возложена на стратегические бомбардировщики. 15 сентября в ходе операции «Параван» британские тяжёлые бомбардировщики, вылетевшие с советского аэродрома Ягодник под Архангельском, нанесли непоправимый ущерб линкору: несмотря на  поставленную немцами дымовую завесу, одна из британских бомб всё-таки попала в нос корабля, нанеся повреждения, сделавшие его практически немореходным. После этого рейда немцы отбуксировали сильно поврежденный линкор в порт норвежской коммуны Тромсё для использования в качестве береговой оборонительной батареи. 29 октября была совершена ещё одна атака бомбардировщиков, причинившая, однако, только незначительные повреждения. 12 ноября в ходе третьего рейда тяжёлой авиации «Тирпиц» был поражён несколькими сейсмическими бомбами Tallboy, опрокинулся и затонул.